# آن لمبتون
آن کاترین سوینفورد لَمبتون (به انگلیسی: Ann Katherine Swynford Lambton)‏ (۸ فوریه ۱۹۱۲ – ۱۹ ژوئیه ۲۰۰۸) ایران‌شناس در دانشگاه لندن. و پارسی‌دان انگلیسی و کارشناس تاریخ ایران در دوره‌های سلجوقیان، مغول‌ها، صفویان و قاجاریان و پژوهشگر برجستهٔ مسائل ایران بود.
او مدتی وابستهٔ مطبوعاتیِ سفارت بریتانیا در تهران و نیز از مأموران برجستهٔ سازمان‌های اطلاعاتی بریتانیا در دهه‌های ۱۹۴۰ و ۱۹۵۰ میلادی در ایران بود که در کودتای ۲۸ مرداد ۱۳۳۲ نقش داشت.
بر اساس روایت روزنامهٔ تایمز لندن لمبتون در دوران جنگ جهانی دوم در وقایعی که منجر به خلع رضاشاه از سلطنت شد، نقش مهمی داشت و در رساندن خبرهای ایران به بخش فارسی بی‌بی‌سی فعال بود.

## زندگی
آن لمبتون در سال ۱۹۱۲ در نیومارکت، سافک به دنیا آمد. او دختر بزرگ جرج لمبتون و سیسیلی مارگارت بود. ادوارد دنیسن راس خاورشناس انگلیسی یکی از دوستان خانوادگی آنان بود و آن لمبتون به تشویق او در دانشکده مطالعات شرقی و آفریقایی شروع به تحصیل زبان فارسی و تاریخ ایران کرد. وی در اواسط دهه ۱۹۳۰ میلادی برای تکمیل مطالعاتش برای اولین‌بار به ایران سفر کرد.
لمبتون در ایران به تکمیل زبان فارسی خود پرداخت. وی علاوه بر فارسی، زبان‌های ترکی و عربی نیز می‌دانست. آن لمبتون طی سال‌های ۱۹۳۹ تا ۱۹۴۵ وابسته مطبوعاتی سفارت انگلیس در تهران بود.
او از ۱۹۵۳ تا ۱۹۷۹ استاد دانشگاه لندن در رشتهٔ ایران‌شناسی بود و از چند دانشگاه دکترای افتخاری داشت. لمبتون مسیحی معتقدی بود و روابط نزدیکی با کلیسای انگلستان داشت.
آن لمبتون روز شنبه ۱۹ ژوئیهٔ ۲۰۰۸ در ۹۶ سالگی در شهر نورتن برلن در انگلستان درگذشت.

## کودتای ۲۸ مرداد ۱۳۳۲

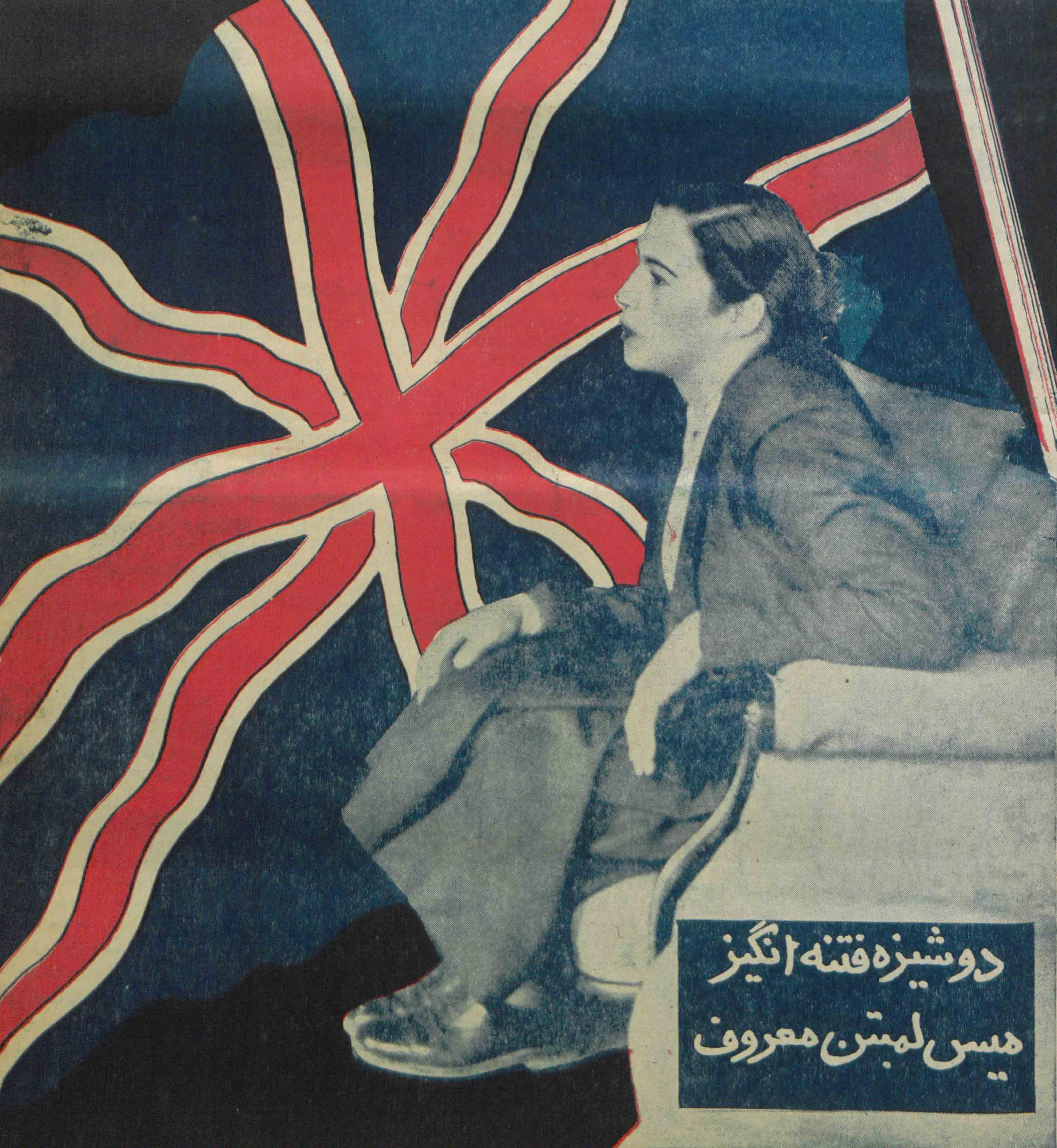
دوشیزه میس لمبتن

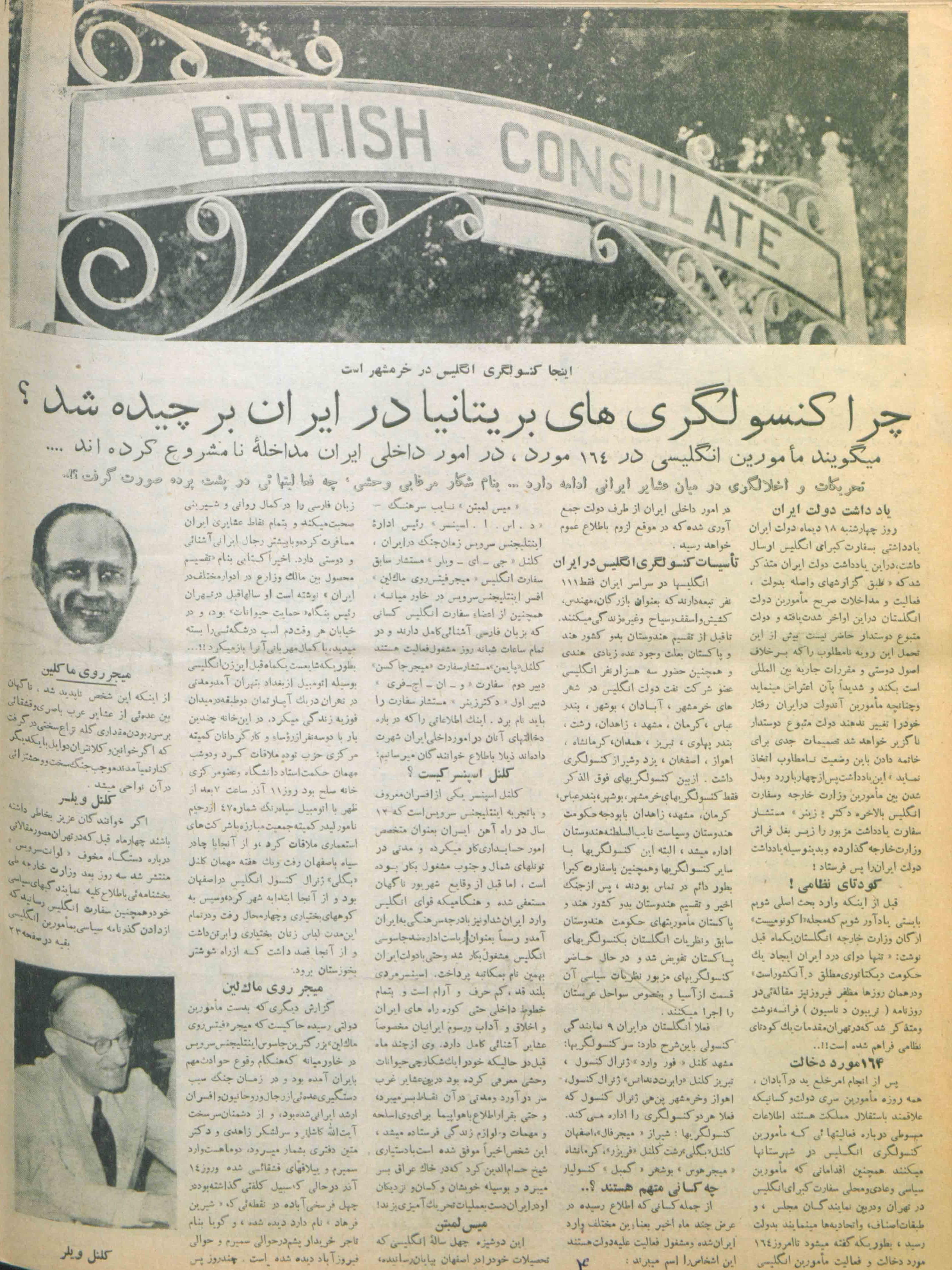
چرا کنسولگری های بریتانیا در ایران برچیده شد؟

او از طراحان کودتای ۲۸ مرداد بریتانیا در قبال دولت مصدق بود. لمتون از ۱۹۳۹ تا ۱۹۴۵ رایزن مطبوعاتی سفارت بریتانیا در تهران بود. به زبان فارسی صحبت می کرد، به گوشه و کنار ایران سفر کرده بود و متخصص امور ایران بود. لمبتون عقیده داشت بریتانیا به ” شیوه های پنهانی قادر است آن گروه از ایرانیانی را که نگران متهم شدن به خیانت هستند، اما برداشتشان از منافع ملی ایران با برداشت انگلیسی ها همسو است بسیج کند. لمبتون معتقد بود پیش از آنکه بتوان دولت مصدق را سرنگون کرد، لازم است با آموزش و شگردهای روابط عمومی این تابوی ایرانی را از بین برد که هرکس با انگلیسی ها همکاری کند خائن محسوب می شود."در خرداد ۱۳۳۰، لمبتون رابین زنر فردی دانشگاهی، محقق و یکی مأمور SOE ( سازمان عملیات ویژه) در ایران بین سال های ۱۳۲۲ تا ۱۳۲۴ - را به عنوان بهترین شخص برای تماس با ایرانیان دوستدار اهداف بریتانیا معرفی کرد، خاستگاه برنامه پنهانی براندازی مصدق را می توان به ’’ مأموریت زنر" و لمتون رساند.

## خدمات به مسیحیت
لمبتون به عنوان پروفسور ممتاز اسقف نیوکاسل و رئیس انجمن اسقف نشینان ایران، در کمیته خاورمیانه خدمت می کرد و به اسقف اعظم در مورد مسائل بین ادیان مشاوره می داد. او هر دو سال یکبار برای روحانیون و غیر روحانیان سخنرانی‌های لنت یا روزه داری مسیحیان را می‌خواند. در سال 2004 توسط اسقف اعظم کانتربری به پاس قدردانی از کار و تعهدش به مسیحیت و کلیسای انگلستان، صلیب آگوستین قدیس را دریافت کرد. او عضو افتخاری مادام العمر انجمن مطالعات خاورمیانه آمریکای شمالی بود.  مرکز مطالعات ایرانی  دانشگاه دورهام، یک سخنرانی سالانه بنام او  برگزار میکند. او خود سخنرانی افتتاحیه این مجموعه را در سال 2001 ایراد کرد.

## آثار

### کتاب‌ها
- اصلاحات ارضی در ایران
- مالک و زارع در ایران (۱۹۵۲)
- انجمن‌های سری و انقلاب (مشروطه) ایران در سال ۱۳۲۴ ه‍.ق (۱۹۵۸)
- ایران در دورهٔ قاجار (۱۹۸۷)
- سه لهجه از لهجه‌های ایرانی (۱۹۳۸)
- دستور زبان فارسی (۱۹۵۳)
- تداوم و تحول در تاریخ میانهٔ ایران (۱۹۸۸)
- مشارکت در نوشتن تاریخ اسلام کمبریج

### مقالات
- شرحی دربارهٔ قم (۱۹۴۸)
- دوسیورغال متعلق به دورهٔ صفویه (۱۹۵۰)
- جامعهٔ اسلامی در ایران (۱۹۵۴)، ترجمۀ حمید حمید، در مبانی فلسفی جامعه‌شناسی در ایران، تهران: مؤسسۀ انتشارات دانش، چاپ اول: ۲۵۳۶[=۱۳۵۶]؛ صص ۷۱-۱۰۶.
- اندیشه‌هایی دربارهٔ آیین جهانداری از نظر ایرانیان (۱۹۵۶)
- جهانداری سنجر بنا به شرح و تفصیل «عتبةالکتبه» (۱۹۵۷)
- «نصیحةالملوک» و آیین شهریاری (۱۹۵۸)
- تأثیر تمدن غرب در ایران (۱۹۵۸)